# Whaler Gate
Whalers Gate  est une banlieue de la cité de New Plymouth, dans l’ouest de l’île du Nord de la Nouvelle-Zélande.

## Situation
Elle est localisée au sud-ouest du centre de la cité de New Plymouth .

## Histoire
Le secteur fut alloué à plusieurs chasseurs de baleines  en 1847, et fut appelé : The Whaler's Gate au moins à partir de 1860.
La rue principale nommée Barrett Road, est nommée d’après Dicky Barrett (en), un de ces chasseurs de baleines.

## Démographie
La zone statistique de Whalers Gate couvre 2,09 km2.
Elle avait une population 2724 habitants lors du Recensement néo-zélandais de 2023 (en) en Nouvelle Zélande, soit une hausse de 450 personnes (soit 19,8%) depuis le recensement de 2018 en Nouvelle-Zélande, une augmentation de 855 personnes ( soit 45,7 %) depuis le recensement de 2013 en Nouvelle-Zélande, et une augmentation de 1 404 personnes (soit 106,4 %) depuis le  recensement de 2006 en Nouvelle-Zélande.
Il y avait 939 logements.
On notait la présence de 1 077 hommes et 1 197 femmes, donnant un sexe-ratio de 0.9 homme pour une femme.
L’âge médian était de 51,8 ans(comparé avec 37,4 ans au niveau national), avec 345 personnes (soit 15,2 %) âgées de moins de 15 ans, 258 personnes (soit 11,3 %) âgées de 15 à 29 ans, 930 personnes (40,9 %) âgées de 30 à 64 ans, et 741 personnes (soit 32,6 %) âgées de 65 ou plus.
L’ethnicité était pour 88,5 %:européens/Pākehā, pour 8,0 % Māori, pour 0,9 % personnes originaires du Pacifique, pour 8,0 % asiatiques et pour 2,1 % d’autres ethnicités (le total peut faire plus de 100 % dans la mesure où une personne peut s’identifier avec de multiples ethnicités).
La proportion de personnes nées outre-mer était de 19,8 %, comparée aux 27,1 % au niveau national.
Bien que certaines personnes objectent à donner leur religion, 39,1 % n’avaient aucune religion, 50,5 % étaient chrétiens, 0,9 % étaient hindouistes, 0,3 % étaient musulmans, 0,5 % étaient bouddhistes et 1,3 % avaient une autre religion.
Parmi ceux d’au moins 15 ans d’âge, 363 personnes( soit 18,8 %)  avaient un bac ou un niveau supérieur et 420 personnes ( soit 21,8 %) n’avaient aucune  qualification formelle.
Le revenu médian était de 29,900 $, comparé avec les 31,800 $ du revenu moyen au niveau national.
Le statut d’emploi de ceux de moins de 15 ans était pour 774 personnes (soit 40,1 %)  employé à plein temps, pour 267 personnes (soit 13,8 %) étaient employées à temps partiel et 42 personnes (2,2 %) étaient sans emploi .